# Cesare Pugni
Cesare Pugni (Genova, 31 de maig de 1802 - Sant Petersburg, 14 de gener de 1870) fou un compositor italià instal·lat a Sant Petersburg.
Va estudiar al conservatori de Milà, violí amb Alessandro Rolla i composició amb Bonifazio Asioli, i ben aviat es va dedicar a la composició de balls d'espectacle, tots d'una vàlua artística molt escassa, igual que les seves òperes; dues d'aquestes Il contrabandiere i Il disertore Svizzero, van tenir un cert èxit públic durant alguns anys.
Els seus balls li van donar alguna fama, sobretot a Rússia, però Pugni no va passar de ser un compositor de tercer ordre, ja que igualment com d'altres compositors italians contemporanis seus, no va saber veure en l'art musical altra cosa que un frívol passatemps.
Va compondre uns tres-cents balls: alguns van romandre al repertori com ara Esmeralda; Catarina, ossia la figlia del bandito, no per la qualitat de la música, però gràcies a l'escenografia de Màrius Petipà. Figura entre la resta d'obres d'aquest gènere: L'assedio di Calais, Pelia Mileto, El cavallet jeperut, Agamenonne, Adelaida di Francia, Guglielmo Tell, Naiade, La figlia di Faraoene, etc.
Entre les seves òperes, a més de les abans citades, cal mencionar La vendetta i Ricciarda d'Edimburgo. També va compondre una quarantena de misses.